# Голіцина Наталія Степанівна
Княгиня Наталія Степанівна Голіцина (нар. 14 листопада 1794 — пом. 7 травня 1890) — фрейліна, кавалерственна дама; внучка фельдмаршала Степана Апраксіна і княгині Наталії Голіциної, знаменитої «Princesse Moustache» («Вусата княгиня»).

## Біографія
Старша дочка московського генерал-губернатора Степана Степановича Апраксіна від шлюбу з княжною Катериною Володимирівною Голіциної. Дитинство своє і молодість провела в знаменитому маєтку батька свого Ольгове або в московському будинку батьків у Арбатских воріт (після Олександрівське військове училище).
Апраксіни жили відкрито і вміло розважали всю Москву. У них був свій театр, свої актори і музиканти, бали, феєрверки та полювання. У них часто гостювали юний Олександр Пушкін, його дядько В. Л. Пушкін, П. А. Вяземський та інші любителі мистецтва.
Вихованням дітей Катерина Володимирівна Апраксіна займалася сама. Її дочки вивчали мови і літературу, їм викладачі музику і мистецтво. Особливі успіхи Наталія Степанівна робила в живопису, ставши згодом гарним художником-аматором. Вона чудово співала, грала на арфі й на роялі.
Взимку 1812 року була представлена до двору і стала виїжджати в світ. Маючи гарну зовнішність, молода Апраксіна відрізнялася у вищому світі розумом і поведінкою, княжна Варвара Туркестанова знаходила її чарівної особою.

## Шлюб

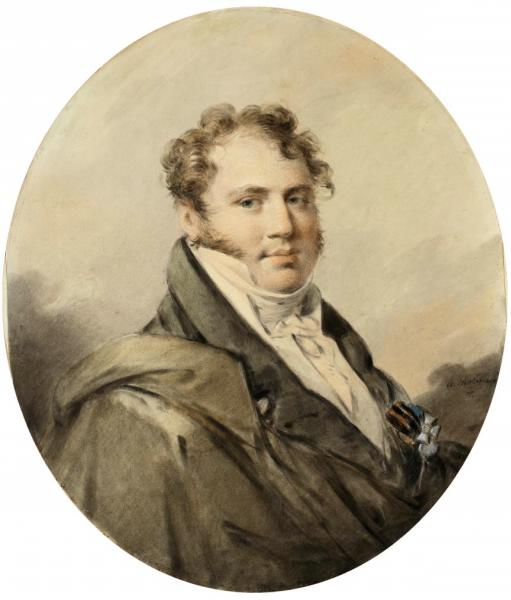
Князь Сергій Голіцин, чоловік.

Будучи фрейліною, у серпні 1817 року Наталія Степанівна стала дружиною генерал-майора у відставці князя Сергія Сергійовича Голіцина, який був частим гостем в їхньому будинку. Весілля відбулося в Ольгове. Після Голіцини оселилися в маєтку Сокольники, Дмитрівського повіту, Московської губернії, купленому Апраксіним для дочки у Тітових, де прожили кілька років. У 1821 році вони переїхали в Петербург.
У 1820-х роках Наталія Степанівна разом з чоловіком подорожувала Європою. Вони жили в Італії і у Франції. У Парижі Голіцини отримували запрошення на придворні бали короля Луї-Філіпа. Через кордон вони вивезли цілу галерею етруських ваз і картин, які після смерті Наталії Степанівни, за її заповітом, були передані в Імператорське товариство заохочення мистецтв.
Повернувшись до Петербурга, Голіцини оселилися у власному будинку на Мільйонній вулиці, який став одним з найбільш модних будинків у столиці, де збиралося вибране товариство. Згодом їх особняк був куплений і повністю розібраний при будівництві палацу для великого князя Михайла Миколайовича.

Будучи світською жінкою, Наталія Степанівна цікавилася літературою, і у своїй вітальні вона приймала Івана Крилова, графа Володимира Соллогуба, бував у неї і Олександр Пушкін. Після коронаційних урочистостей 22 вересня 1826 року, на яких були присутні Голіцини, Пушкін, перебуваючи у них в гостях, записав до альбому Наталії Степанівни уривок з «Розмови продавця книг з поетом»:
Она одна бы разумела

Стихи неясные мои;

Одна бы в сердце пламенела

Лампадой чистою любви
Серед авторів записів в альбомі княгині Голіциної були такі європейські знаменитості, як історик Гізо, письменники Б. Констан, Ансло, композитори Обер, Россіні, Керубіні. Існує припущення, що Наталія Степанівна була предметом захоплення Пушкіна в 1820-х роках. Пізніше княгиня Голіцина перестала запрошувати Пушкіна, знаходячи його не зовсім пристойним.
За словами братів Россетів, записаним Бертенєвим, Пушкін говорив про неї, «що вона тільки прикидається, в сутності вона російська труперда (товстуха) і толпега (груба, неотесана)», бо Наталія Степанівна все робила по-французьки, вони вирішили називати її «La Princesse Tolpege». Фрейліна Олександра Смирнова-Россет писала, що княгиня Голіцина була дуже плотною і дуже любила модничать, тому її звали старої кокеткою. Доллі Фікельмон вважала її «претензійною та холодною особою».

## Вдівство

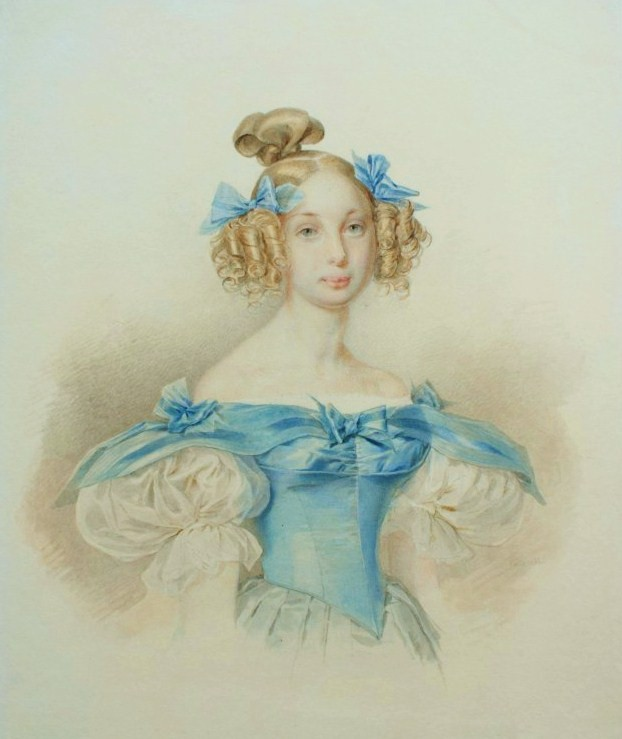
Княжна Наталія Григорівна Голіцина, вихованка

Не маючи дітей, княгиня Голіцина в 1825 році взяла на виховання племінницю чоловіка, княжну Наталю Григорівну Голіцину (1816—1874), яка в 1835 році стала дружиною камергера І. М.  Донаурова. Восени 1825 року В. П. Шереметєва записала у своєму щоденнику новину:
|  | Княгиня Голіцина, колишня Апраксіна, бере на себе виховання меншої доньки князя Григорія, бо у неї немає дітей. Дуже радію за неї, тому що ця жінка великих чеснот. |

У березні 1833 року Наталія Степанівна овдовіла. З волі чоловіка, вона призначила своїм спадкоємцем його племінника князя Сергія Федоровича Голіцина (1812—1849), якого і сама дуже любила, і який жив постійно у неї в будинку. У 1847 році він одружився з її племінницею, княжною Ольгою Олексіївною Щербатовою (1823—1879), дочкою О. Г. Щербатова і С. С. Апраксіної. Через два роки, 20 вересня 1849 року, на полюванні у В. В. Апраксіна в Брасові, Орловської губернії, князь С. Ф. Голіцин ненароком застрелився. У своєму кабінеті Наталія Степанівна поставила шафку зі шматком сосни, біля якої застала смерть князя. Після його трагічної загибелі вона призначила спадкоємцем його брата Бориса, який помер незабаром після неї.
|                                 |  |  |
| Сергій та Ольга Голіцини (1847) |  |  |

Княгиня Голіцина була відома в Петербурзі своєю доброчинністю, яка особливо посилилася після смерті племінника. Поступово вона припинила свої стосунки з двором. Після продажу свого будинку вона переселилася в будинок М. Ф. Арендта на вул. Мільйонної буд. № 26 (після палац великого князя Володимира Олександровича), де і займала весь другий поверх.
Влітку Наталія Степанівна жила в своєму чудовому Чернігівському маєтку Гриньово, який раніше належав графу Іллі Безбородькові і купленому у його дочки, розореної княгині Клеопатри Іллівни Лобанової. У великому будинку-палаці, був справжній музей: величезна бібліотека, яка постійно поповнюється за рахунок компаньйонок княгині, сестер Стукових; у великому порядку сімейний архів, прекрасні гобелени і картини, ціла колекція етруських ваз. У Гриневі були велика «розумна розкіш і широка гостинність». Для бідних і хворих людей княгиня Голіцина в маєтку влаштувала богадільню на честь преподобного Сергія.
За словами осіб, які добре знали княгиню Голіцину, вона до кінця днів була веселого, товариського характеру і дивовижної доброти". Померла від запалення легенів 7 травня 1890 року і похована в сімейному склепі Голіциних під церквою с. Зубриловки, Саратовської губернії. На день її кончини їй було присвоєно звання кавалерственої дами ордену Св. Катерини меншого хреста, як найстаршій з княгинь Голіциних.